# Ursula Benker-Schirmer
Ursula Benker-Schirmer (* 27. Mai 1927 in Ragnit, Ostpreußen; † 4. Oktober 2020 in Selb) war eine deutsche Gobelingestalterin und Manufakturbetreiberin.

## Werdegang

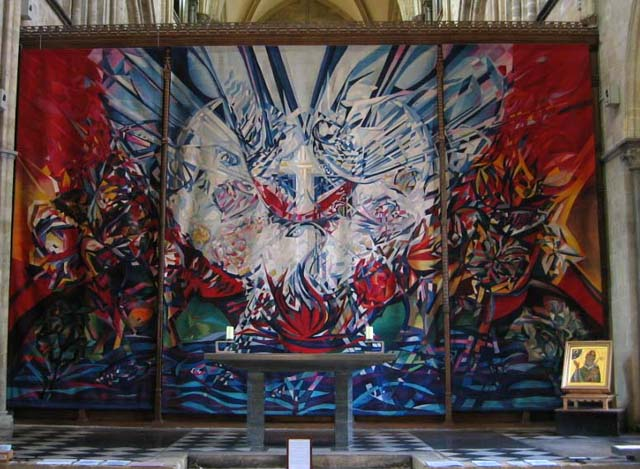
Versöhnungsgobelin in der Kathedrale von Chichester

Benker-Schirmer studierte zunächst in den Jahren 1947/48 an der Kunsthochschule Burg Giebichenstein in Halle (Saale) und wechselte 1949 an die Meisterschule für Kunsthandwerk in Berlin-Charlottenburg. Ein deutsch-französisches Stipendium ermöglichte ihr in den Jahren 1951–1953 einen Studienaufenthalt an der Ecole Nationale d’Arts Decoratifs in Aubusson bei Jean Lurçat. Später studierte sie in Paris bei den Künstlern Marc Saint-Saëns und Marcel Gromaire, die sie in der Tapisserie und der Malerei unterrichteten. Nach ihrer Rückkehr nach Deutschland war sie Meisterschülerin bei Irma Goecke.
1957 gründete sie in Marktredwitz, wo sie mit Karlheinz Benker, einem Miteigentümer des Textilunternehmens Joh. Benker GmbH & Co. KG, verheiratet war, ihr eigenes Atelier. 1971 übernahm sie für drei Jahre die Leitung der Nürnberger Gobelinmanufaktur. In dieser Zeit beeinflusste sie den Stil der Manufaktur mit dem während ihres Aufenthalts in Frankreich erworbenen Stil. 1975 gründete sie in Marktredwitz die Fränkische Gobelin Manufaktur. Neben eigenen Arbeiten setzte sie dort auch Entwürfe anderer Künstler um, darunter Henry Moore, Herbert Bayer, Georg Meistermann und Heinz Trökes.
Hauptwerk Benker-Schirmers ist der monumentale Versöhnungsgobelin für die Kathedrale im südenglischen Chichester. Weitere Werke befinden sich im Rathaus von Bayreuth, in der Johanneskirche von Erlangen, der Stephanuskirche in Hagen sowie in der Universität Regensburg.
Ursula Benker-Schirmer starb Anfang Oktober 2020 im Alter von 93 Jahren, womöglich an Komplikationen mit einer SARS-CoV-2-Infektion.
Ein Teil ihres Nachlasses befindet sich im Deutschen Kunstarchiv im Germanischen Nationalmuseum in Nürnberg.

## Ausstellungen
- 1955: Deutsche Wandteppiche, Neue Sammlung München
- 1955–57: Contemporary European Tapestry, Wanderausstellung in den USA
- 1971: Exposition de Fédération Internationale des Associations Culturelles Féminines, Paris
- 1975: Tapisserie in Deutschland nach 1945, Städtische Kunstsammlung, Ludwigshafen
- 1978: Kultur- und Wirtschaftswochen in Houston, Houston/Texas
- 1978: Erste Biennale der Deutschen Tapisserie – Sonderschau: Herstellungstechniken der Tapisserie, Deutsches Museum München
- 1980: Zweite Biennale der Deutschen Tapisserie, Kulturgeschichtliches Museum Osnabrück
- 1982/83: Dritte Biennale der Deutschen Tapisserie, Deutsches Textilmuseum Krefeld-Linn
- 1983: Ausstellung IMAK, Denver/Colorado
- 1984: Die Kunst der Tapisserie, FGM-Ausstellung Freiheitshalle Hof/Saale
- 1984: Jahresausstellung GEDOK, München
- 1988/89: WORLD TAPESTRY TODAY, Internationale Wanderausstellung Melbourne, Chicago, Memphis, New York, Heidelberg, Stuttgart, Aubusson
- 1990: Ausstellung von Künstlern d. Lkr. Wunsiedel in Pardubice/Tschechien und Veszprém/Ungarn
- 1991: Villa Dessauer BBK-Oberfranken, Bamberg
- 2002: Die Kunst der Tapisserie, Marktredwitz

## Auszeichnungen
- 1990: Kulturpreis der Oberfrankenstiftung
- 1998: Kulturpreis der oberfränkischen Wirtschaft (gestiftet von der IHK für Oberfranken)
- 2003: Bundesverdienstkreuz am Bande
- 2007: Bayerischer Verdienstorden